# San Antonio Challenger 1997
Il San Antonio Challenger 1997 è stato un torneo di tennis facente parte della categoria ATP Challenger Series nell'ambito dell'ATP Challenger Series 1997. Il torneo si è giocato a San Antonio negli Stati Uniti dal 29 settembre al 5 ottobre 1997 su campi in cemento.

## Vincitori

### Singolare
Daniel Nestor ha battuto in finale  Geoff Grant con il punteggio di 6–4, 6–2

### Doppio
Doug Flach /  Jeff Salzenstein hanno battuto in finale  Chad Clark /  Brandon Hawk con il punteggio di 4–6, 6–2, 6–1